# 王と妃
『王と妃』（おうときさき、ハングル：왕과 비）は1998年6月6日から2000年3月26日にかけてKBSで放送されたテレビドラマ（時代劇）。全186話。

## 概要
これより前の太祖李成桂から太宗李芳遠の時代までを描いた「龍の涙」の続編として製作された。そのためオープニングテーマが同じであり、前作の出演者が多数このドラマに出演している。仁粋大妃の波乱に満ちた生涯を軸に、世祖による王位簒奪事件「癸酉靖難」、集賢殿の学者たちによる「死六臣事件（端宗復位運動）」、燕山君による大規模粛清事件「甲子士禍」、そして宮廷クーデターによる燕山君失脚事件「中宗反正(朴元宗の乱)」までを描き、朝鮮第5代王・文宗の死から約55年間に亘る李氏朝鮮（朝鮮王朝）激動の時代を描いた大型史劇である。

## 出演

### 主要人物
- 粋嬪ハン氏→仁粹大妃ハン氏→仁粹大王大妃ハン氏：チェ・シラ
この作品の実質的な主人公であり、首陽大君の長男・桃源君の妻にして月山大君と成宗の母。明国との結びつきの強い清州韓氏（チョンジュハンシ）の名士ハン・ファクの次女。至って高飛車（高圧的）な性格でなおかつ、先読みをして独断で立ち回り、時には出過ぎた真似をすることから、義母ユン氏曰く「賢すぎる嫁」（利口すぎるのが欠点の意）。
姻戚ハン・ミョンフェの後押しもあり、睿宗の死後、次男の成宗が即位することになり、後宮において強大な力を手にする。廃妃ユン氏の断罪を強く促したことから、晩年は孫の燕山君と激しく対立することになる。
- 世祖/首陽大君：イム・ドンジン
朝鮮第7代王。世宗の次男。兄・文宗から頼りにされる一方、その裏では最も王位簒奪の可能性の高い人物として警戒されていた。文宗の死後、世子を王位につけるべく尽力し、伯父や弟ら王族の意に反して政敵キム・ジョンソとも妥協し自らは身を引き、自分を慕う幼い甥を気にかけつつもキム・ジョンソによる宮廷の掌握を許す。しかし、後に一転して癸酉靖難で権力を掌握し端宗から玉座を奪うものの、晩年にはらい病に侵され結果的に病没することとなる。
- シン・スクチュ：イ・ジョンギル
集賢殿学士。文宗危篤の際、顧命（王の遺言）を求めて宮殿に駆けつけようとする多くの学士たちと一線を画する。首陽大君が使者として明に赴いた時、中国語の堪能なシン・スクチュが同行。これによって首陽大君と親交を深め、後に首陽大君を王位に就けるために尽力する。
- ハン・ミョンフェ：チェ・ジョンウォン
首陽大君の策士。成宗の最初の王妃・恭恵王后ハン氏の父。酒色を好み、仕事についてもすぐに辞めてしまうため、夫人と夫人の実家をやきもきさせる。安平大君に加担するイ・ヒョルロに誘われるが、これを断り、クォン・ラムらとともに首陽大君を支持し王位に就けるために画策する。大変な曲者で、非情な野心家として悪名高く、世祖の時代になると朝廷内でも暗躍する。
- 端宗/ホンウィ/魯山君：チョン・テウ[1]
朝鮮第6代王。文宗の長男（唯一の男）。世子。父の後を継ぎわずか12歳で即位。父・文宗の生前から叔父である首陽大君を慕い、頼みとしていたが、後に裏切られて廃位され、流刑に処される。
- 成宗/者山君：イ・ジヌ
朝鮮第9代王。桃源君とハン氏の次男。13歳で即位したため、当初は祖母に当たる貞熹大王大妃が摂政に当たった。王道政治を貫いた名君として知られる。燕山君を生んだユン氏を寵愛したが、母インス大妃に逆らい切れず、ついに処刑を命じる。
- 燕山君：アン・ジェモ　子役：キム・ハクチュン
朝鮮第10代王。成宗の長男。母は廃妃ユン氏。実母の死の真相を知ると、事件に関わった人物を一斉粛清し、母の処刑を強いた祖母のインス大王大妃と激しく対立する。

### 王室

#### 歴代王
- 世宗：ソン・ジェホ
朝鮮第4代王。太宗の三男。文宗、世祖らの父。議政府署事制を導入し、王権を分散させた。世宗は病弱な長男・文宗への譲位を憂慮していたが、嫡男継承の原則を守るため文宗に譲位した。文宗編の第1話、および端宗編の第65話の回想シーンのみ登場。
- 文宗：チョン・ムソン
朝鮮第5代王。世宗の長男。朝鮮王朝最初の嫡男の王。長く世子の座にあり、父・世宗の晩年から摂政として政務に関わってはいたが、生来病弱で、在位2年で原因不明の病に冒され崩御。内官を重用して宦官政治を行い、承政院[2]を通して王命を下したため朝廷と対立する。王権強化と世子ホンウィへの嫡流の王位継承を強く願っていたが、志半ばで病没する。文宗が危篤に陥ると、王族、官僚、学者らが遺言である顧命（コミョン）を求めて閉ざされた宮殿の門前に集まり、早くも権力争いの様相を呈す。
- 睿宗/海陽大君：イ・ヨンホ
朝鮮第8代王。世祖の次男。兄・桃源君の早世により世子となり、18歳で即位したが原因不明の病（左脚の壊死）に冒され1年2ヶ月後に19歳で崩御。

#### 后妃
- 恵嬪ヤン氏：キム・ヘリ
世宗の側室。端宗の生母・顕徳王后が産褥死したため、代わって端宗を養育する。端宗が即位すると、オム内官を保護し、キム・ジョンソと手を組み、正室（王后や大妃など）不在の後宮において、王室の年長者、“端宗の祖母”として内命婦の実権を握ろうと画策し、オム内官には匿う代わりに顧命は自分に下されたと証言するよう求める。首陽大君が端宗から王権を奪い取り、玉座に就くと非業の死を遂げることになる。
- 淑嬪ホン氏：チャン・ソヒ
文宗の側室（貴人→嬪）。文宗が危篤に陥った際、オム内官に唆され“世子の母”として後見人になろうと目論むが、恵嬪を母代わりに育った世子に拒まれてしまう。文宗の死後、王妃や大妃を欠く王室において即位した端宗の後見役をめぐって恵嬪ヤン氏と対立するが状況は不利で、端宗は恵嬪ヤン氏にいじめられる彼女を見かねて、貴人から淑嬪に昇格させる。
- 定順王后ソン氏：キム・ミンジョン
端宗の正室。
- 貞熹王后ユン氏→慈聖大王大妃ユン氏：ハン・ヘスク
世祖の正室。桃源君、睿宗の母。
- 安順王后ハン氏：キョン・インソン
睿宗の正室。元側室。
- 恭恵王后ハン氏：シン・ジス
成宗の最初の正室。ハン・ミョンフェの四女。
- 廃妃ユン氏：キム・ソンリョン
成宗の2番目の正室。燕山君の母。成宗の寵愛を一身に集めたが、嫉妬深い性格により成宗の母・仁粋大妃と激しく対立。度重なる不祥事に成宗もついにかばい切れず王宮から追放、賜薬を下す。
- 貞顕王后ユン氏：ユン・ジスク
成宗の3番目の正室。晋城大君（のちの朝鮮第11代王・中宗）の母。
- 廃妃シン氏：イ・シレ
燕山君の正室。
- チャン・ノクス：ユニ
斉安大君の妾にして燕山君の側室。

#### 王族
- 譲寧大君：シン・グ
太宗の長男で世宗の兄。王族の最長老。弟の世宗から王子たちの素質を問われた際、首陽大君の資質を認めつつも、病弱であるという懸念はあるものの徳があるとして世子には長男の文宗を勧めた。
激情型で、永膺大君から文宗が倒れたことを聞き知ると、権力を朝廷に掌握されまいと息巻き、首陽大君ら甥たちを宮殿へと急き立てる。
- 安平大君：チョン・ソンモ
世宗の三男。策士イ・ヒョルロに唆され王座を狙うが勢力争いに敗れ、首陽大君が即位すると江華島に流され賜薬を下される。
「非常に政治的で野心家」「穏やかで人間的」と相反する評価が共存する人物であり、その両面性ゆえに決断力を欠き、自らを破滅の道に招いたという。本人も自然に囲まれ諸芸に楽しむ人生がいいと発言し、政敵キム・ジョンソも風流や自然を好む安平大君は危険人物ではないと放置していた。
- 臨瀛大君
世宗の四男。
- 錦城大君：ウォン・ソギョン
世宗の六男。
- 永膺大君
世宗の八男。文宗は墓参りの帰りに立ち寄った永膺大君宅で体調を崩し、永膺大君に口外しないよう言い含めて密かに宮殿に戻ったがそのまま薬石効なく崩御する。
- 桂陽君：イ・ソンヨン
世宗の側室・慎嬪キム氏の長男。文宗、首陽大君らの異母兄弟。
- 桂陽君夫人ハン氏：クォン・ギソン
桂陽君の妻。仁粋大妃の姉。妹同様に高飛車な性格の持ち主で相手を見くびる悪癖を持つ。
- 桃源君/懿敬世子：イ・グァンギ
世祖の長男にして仁粋大妃の夫。月山大君と成宗の父。父の即位に伴い世子となるが早世する。後に徳宗と追尊。
- 斉安大君
睿宗の長男。

#### 内官・女官
- オム・ジャチ：キム・ビョンギ
内官。文宗の信頼厚い側近中の側近。世子を守ることが文宗の顧命に応えることと信じ奔走する。文宗崩御の際に付き添っていた重要人物として宮廷を掌握したキム・ジョンソの追っ手を逃れ、世宗の側室で端宗の育ての母である恵嬪に助けを請う。その後もひとえに端宗のために暗躍を続けるが、最期は拷問の傷がもとで流刑地に送られる途中に息を引き取る。
- チョン・ギュン：キム・ジンテ
大殿内官。尚膳。内侍府長。世宗の代から忠実に仕える最古参の内官。文宗が危篤の際、うわ言で首陽大君を呼ぶのを聞く。当初は文宗の寵愛を受けるオム・ジャチに何事も押し切られがちだった。端宗の王妃ソン氏が首陽大君を敵視し対立を煽るようになると、両者の仲を修復したくとも表立って動くことはできず歯がゆい思いをすることになる。世祖即位後も昌徳宮に移った上王（端宗）の身を案じ続ける。温和で謹厳実直な人柄だが、権力者に媚びる内官を厳しく罰することもある。老齢のために表に出ることが困難になるとホン内官に取って代わられる。最期は危篤の状態で宮殿を追い出されるように運び出された（王族以外は宮殿内で死ぬことはできない慣例のため）。
- キム・ヨン：ファン・ボムシク
内官。文宗の死後、キム・ジョンソ側に取り入る。
- ホン内官：イ・ドゥソプ
内官。昌徳宮に移った上王（端宗）をお付きの内官に監視させるなど、権力者におもねり保身を図る世渡り上手な内官だが、そのために叱責を受けたり罰せられたこともある。老齢のため一線を引いたチョン・ギュンの後任となる。
- パク尚宮：パク・チュア
大殿尚宮。提調尚宮。代々の王及び王妃に仕える古参の尚宮で、王妃らの信頼は厚い。チョン・ギュンとともに端宗を支える。端宗が譲位して昌徳宮に移るとそれに付き従い、更に端宗が廃位、魯山君に降格のうえ寧越へ追放されるとそれにも付き従い、端宗が処刑されるまで仕えた。その後は登場しない。
- チェ尚宮：チャン・ヒジン
恵嬪ヤン氏付きの尚宮。打算的で権力者におもねる。恵嬪が失脚し浄業院に追放されることになると途端に冷たく接した。その後は主に王妃付の尚宮となり、パク尚宮が端宗に従って昌徳宮に去るとその後任となる。
- イム尚宮：キム・ボミ
王妃付の尚宮。進んで粋嬪ハン氏に通じ、宮殿の様子を伝える。懿敬世子の死後、粋嬪が宮殿を出たときは水刺間の女官だったという。
- サモル：カン・ギョンホン
恵嬪ヤン氏付きの女官。恵嬪が浄業院に追放されるとそれに付き従うが、桂陽君夫人ハン氏に買収されて恵嬪の動向を見張り、また呪詛を勧めたりした。恵嬪の流刑後は浄業院に残り、端宗の廃妃ソン氏に仕える。

### 朝廷
- キム・ジョンソ：チョ・ギョンファン
右議政。武官出身。世宗時代からの朝廷の実力者で、世宗の顧命を受けた。文宗の死後、武力によって宮廷の実権を掌握する。「権力は分け合うものではない」とし、議政府に権力を集中させるため、即位にあたり世宗時代の「議政府署事制」の導入のほか、王族の宮殿への立ち入りと官職の斡旋を禁じる王族の締めつけ策を認めるよう世子に迫る。しかし強引ではあるが邪心はなく、ひとえにかつての文宗が発した「世子を守れるか」という言葉に応えての所業だった。幼い王を巡る権力争いを牽制するため、一旦は首陽大君と手を組むが、後に安平大君側につく。首陽大君による謀略により、悲惨な死を迎えることになる。
- ファンボ・イン：イ・シンジェ
領議政。議政府（朝廷）の最高位にありながら、優柔不断な性格のため実権をキム・ジョンソに握られ操り人形と化す。そこに目をつけた安平大君の策士イ・ヒョルロに利用されるが、最後はキム・ジョンソともども首陽大君によって殺害される。
- ミン・シン：キム・ジュヨン
兵曹判書。文宗危篤の際は、キム・ジョンソの下で武力による宮中の掌握に加担する。その後、安平大君の側につくものの、用意周到な首陽大君を警戒し不安を抱く。後にその不安が的中してしまうことになる。
- チョン・インジ：パク・ウン
工曹判書。元は世宗時代、ハングルの創成に力を尽くした集賢殿学士。学者から政治家に転身したことが世宗の不興を買い、学者たちは政治への関与を禁じられた。首陽大君を支持し、キム・ジョンソ排除に貢献したことで首陽の信頼を得、重用される。
- イ・サチョル：メン・ホリム
吏曹判書。
- カン・メンギョン：パク・ヨンモク
都承旨（承政院[2]の長官）。通りがかりのあいさつと称して密かに端宗の遣いとして首陽大君を訪ねたことがキム・ジョンソに漏れていることを知り、端宗の間近にまでキム・ジョンソの間諜がいると憤る。
- クォン・ラム：キム・ガプス
集賢殿学士。幼い王のためを思い、私邸に引きこもり誹謗中傷に耐え忍ぶ生活を送る首陽大君に早まらぬよう諭す。ハン・ミョンフェとも親しく、首陽大君を王位に就けるためにともに画策する。
- ソン・サンムン：パク・チンソン
集賢殿学士。死六臣。世宗時代、ハングル創成に貢献。シン・スクチュの友人だが、後に道を分かつことになる。首陽大君が王位に就くと、端宗を復位させようと動くが後に共に行動をするはずだったキム・ジル（演：キム・ギョンハ）の裏切りと密告によって発覚し、拷問の末に処刑される（死六臣事件）。

### その他
- イ・ヒョルロ：ホン・ソンミン
安平大君の切れ者の策士。安平大君を王位に就けるため奔走し、議政府の重臣までもを抱き込む。集賢殿学士出身で、シン・スクチュと並び将来を嘱望されていたが、学問より策を弄することに長け、それが命取りになる。
- ハン・ファク：ナム・イル
仁粋大妃の父。姉が明の永楽帝の側室となったことから義弟として永楽帝に重用され、帰国後も主に外交面で重んじられた。末娘が首陽大君の長男・桃源君に嫁したことから世祖の重臣となる。
- ミン氏：キム・ソラ
ハン・ミョンフェの妻。
- イム・ウン：チョン・インテク
首陽大君の使用人。執事として使用人たちを取り仕切る。癸酉靖難ではキム・ジョンソ宅を訪れた首陽大君に付き従い、キム親子を撲殺した（キム・ジョンソは重傷を負いながらも生き延びた）。首陽大君が即位して一家が宮殿に移ると私邸に残り、懿敬世子の死に伴い子供たちを連れて宮殿を去ったハン氏を迎え入れる。
- チョ・ドゥンリム：ハン・ジョングク
首陽大君の使用人。一芝居売って安平大君の懐に飛び込み、安平大君の失脚に功を立てた。世祖の即位後は一家に同行して宮殿に上がり武官として仕える。

## スタッフ
- 総括プロデューサー：ユン・フンシク
- プロデューサー：ユン・ヨンフン
- 脚本：チョン・ハヨン
- 演出：キム・ジョンソン
- 美術：キム・ハックォン
- 撮影：チェ・ヨンギュン
- カメラ：ソン・ジェギ
- 照明：キム・グァンス
- 作曲：イム・テクス
- 編集：ミン・ビョンホ
- 解説：イ・ガンシク
- 篆刻：チョン・ビョンレ

## 参考資料
- KBS Worldホームページ
- 『王と妃』公式ホームページ